# Dracula 4 : L'Ombre du dragon
Dracula 4 : L'Ombre du dragon est un jeu vidéo d'aventure en pointer-et-cliquer développé par Koalabs et édité par Microïds, sorti en 2013 sur Windows, Mac, iOS et Android.

## Synopsis
Après le naufrage d'un navire de transport contenant des œuvres d'art destinée au Metropolitan Museum, un tableau refait surface en Hongrie. Ellen Cross, restauratrice de tableaux, sera appelée afin d'authentifier la toile.
Son enquête la conduira jusqu'à Istanbul et la plongera dans un conflit opposant les vampires à un ordre secret nommé 'l'Ombre du Dragon".

## Accueil
- Adventure Gamers : 1,5/5[1]
- Gamezebo : 5/5[2]
- Planète Aventure : 14/20[3]

## Configuration minimale
- Windows XP,Vista,7,8
- Intel Core 2 Duo 2Ghz
- 2 GB RAM
- Carte graphique 3D - 512 Mb
- DirectX version 9.0c
- 2 GB d'espace disque disponible

## Configuration recommandée
- Windows XP,Vista,7,8
- Intel Core 2 Duo 3Ghz
- 3 GB RAM
- Carte graphique 3D - 1 Gb
- DirectX version 9.0c
- 2 GB d'espace disque disponible